# Figularia ortmanni
Figularia ortmanni är en mossdjursart som beskrevs av Silén 1941. Figularia ortmanni ingår i släktet Figularia och familjen Cribrilinidae. Inga underarter finns listade i Catalogue of Life.